# 比延河
45°39′06″N 79°05′38″E / 45.6516°N 79.094°E
比延河是哈薩克斯坦的河流，位於該國東南部阿拉木圖州，距離首都努爾-蘇丹800公里，發源自阿拉套山，處於巴爾喀什湖以南，河道全長120公里，流域面積1,200平方公里。

## 外部連結
- https://core.ac.uk/download/pdf/233206827.pdf （页面存档备份，存于）